# Lépanges-sur-Vologne
Lépanges-sur-Vologne é uma comuna francesa na região administrativa do Grande Leste, no departamento de Vosges. Estende-se por uma área de 7.57 km². Em 2010 a comuna tinha 862 habitantes (densidade: 113,9 hab./km²).